# Wilhelm Birckenauer

Todesanzeigen Birckenauer im Kreisblatt für den Kreis Usingen, 3. November 1917

Dankesanzeige Birckenauer im Kreisblatt für den Kreis Usingen, 10. November 1917

Wilhelm Birckenauer (* 1855; † 31. Oktober 1917 bei Obernhain) war königlicher Oberförster und Mordopfer.

## Leben
Wilhelm Birckenauer schlug 1891 die Forstlaufbahn ein und war zuletzt königlicher Oberförster im Forstamt Usingen. Daneben gehörte er seit 1913 der Stadtverordnetenversammlung der Stadt Usingen an. 1907 wurde er mit dem Kronenorden 4. Klasse ausgezeichnet.
Am 31. Oktober 1917 besuchte er Waldarbeiter oberhalb von Obernhain. Anschließend überprüfte er eine nahegelegene Futterraufe. Dort überraschte er zu später Nachmittagsstunde einen Wilddieb. Dieser ermordete ihn mit dem Schuss einer Schrotflinte. Während der Obduktion werden 19 Einschläge gezählt. Das Herz und die Lunge wurden getroffen, wodurch der Schuss tödlich war. Für die Ergreifung des Mörders wurde eine Belohnung von 3000 Mark ausgesetzt. Später wurde die Belohnung aus 4500 Mark erhöht. 1000 davon setzte die königliche Staatsanwaltschaft, 500 der Allgemeine Deutsche Jagdschutzverein, 500 Mark der Verein hirschgerechter Taunusjäger und 2500 Mark die angrenzenden Jagdpächter aus. Nachdem er nicht mit dem letzten Zug nicht heimgekehrt war, veranlasste die Familie eine Suchaktion. Mehrere Gruppen durchsuchten den Wald die ganze Nacht, wurden aber nicht fündig. Am Donnerstag mittag fand ein Forstarbeiter die Leiche in einer Futterhütte.
Wilhelm Birckenauer ist auf dem Friedhof Usingen begraben. Die Beerdigung fand unter großer Anteilnahme der Bevölkerung statt. Kaiser Wilhelm II, der Birckenauer bei seinen Aufenthalten in Bad Homburg persönlich kennen gelernt hatte, schickte ein Beileidstelegramm. Für die Regierung nahm Regierungspräsident Wilhelm von Meister an der Beerdigung teil.

## Der Mordfall
Als Täter wurde Johann Mieger aus Köppern verdächtigt. Ihm konnte die Schuld jedoch nie nachgewiesen werden. 1937 wurde Mieger wegen Wilderei und Mordes in einer anderen Angelegenheit verhaftet und verurteilt. Auch in diesem Verfahren wurde der Mordfall Birckenauer untersucht, die Verurteilung erfolgte jedoch aufgrund anderer Taten.
Johann Mieger (* 1882 in Schmitten) war von Beruf Weißbinder. Er begann vor dem Ersten Weltkrieg mit der Wilderei und verkaufte seine Beute an namhafte Hotels in Bad Homburg vor der Höhe und Frankfurt am Main. Im Krieg war er vom Kriegsdienst freigestellt. Er versorgte sogar die Gutleut-Kaserne mit Wild. Später betrieb er die Wilderei gemeinsam mit seinem Sohn. Er wurde auch dem Mord an dem Friedrichsthaler Ortsvorsteher Philipp Odenweller im Jahr 1922 verdächtigt. Auch diesen Mord konnte man ihm nicht nachweisen. Nach dem Mord an dem kriegsversehrten Jagdhüter Ernst Hofmann in der Nähe von Friedrichsdorf wurde er 1937 verhaftet, zum Tode verurteilt und hingerichtet. Sein Sohn wurde zu 15 Jahren Zuchthaus verurteilt.

## Der Gedenkstein

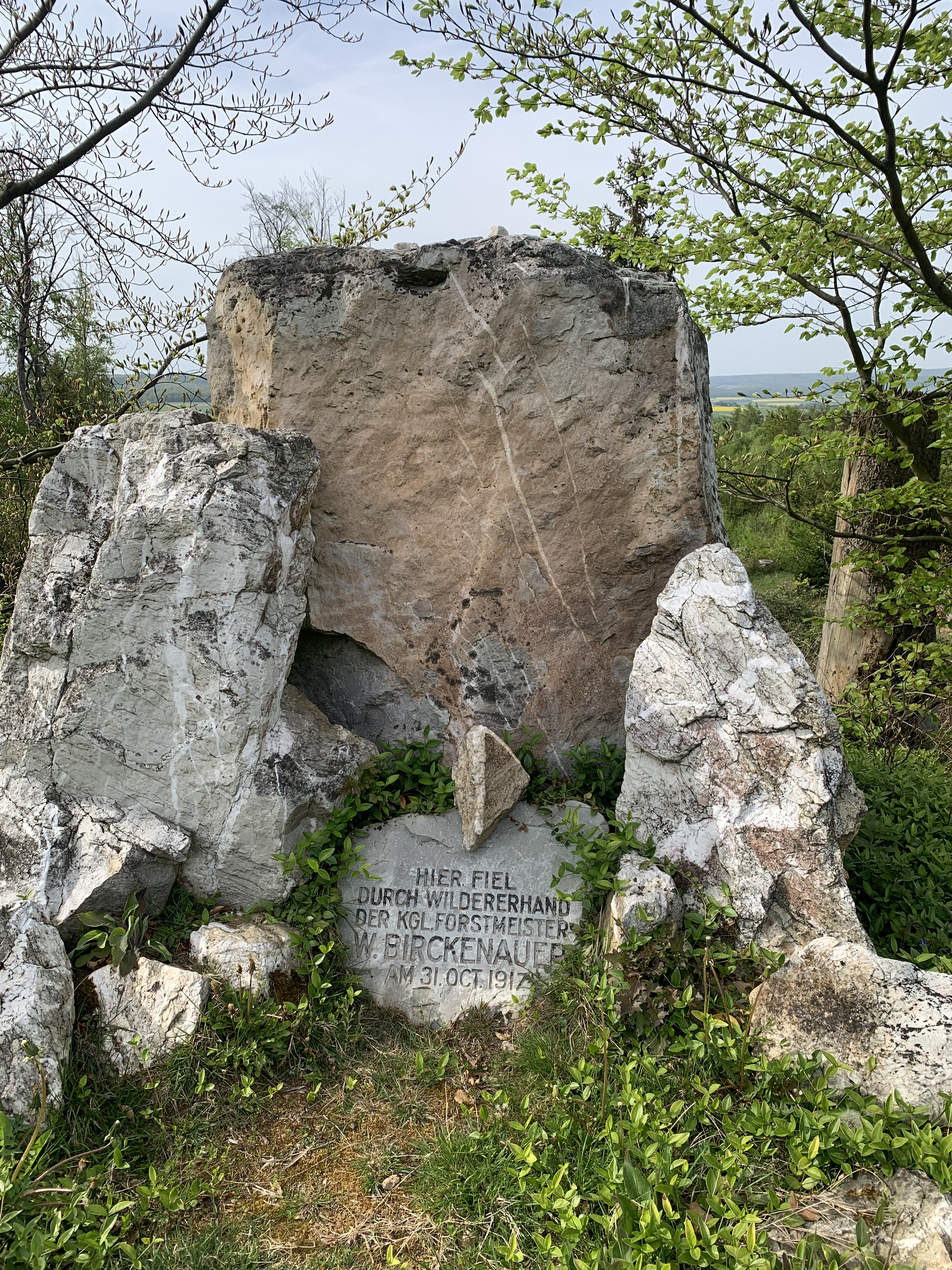
Denkmal Wilhelm Birckenauer

Im Wald oberhalb Obernhains befindet sich der Birckenauer-Gedenkstein. Wenige Meter neben diesem Denkmal in er Schmidtborn-Schneise befand sich die Futterraufe, wo er gefunden wurde. In den Gedenkstein gemeißelt stehen die Worte: „Hier fiel durch Wildererhand der Kgl. Forstmeister W. Birckenauer am 31. Oktober 1917.“ Der Gedenkstein wurde 2007 freigestellt und mit Randsteinen befestigt.

## Literarisches Gedenken
2009 veröffentlichte Dieter Kromschröder das Buch Tod im dunklen Tann: Wilderermordfall Mieger in dem der Mord behandelt wird.